# Cunégonde de Sternberg
Cunégonde de Sternberg (tchèque : Kunhuta ze Šternberka; née le 18 novembre 1425, Konopiště – 19 novembre 1449, Poděbrady) fut la première épouse de Georges de Poděbrady, gouverneur, régent et enfin roi de Bohême en 1458.

## Biographie
Cunégonde est la fille du noble de Bohême Smilo comte de Šternberk :
(† 1431) et de Barbara de Pardubice († 1433). En 1441 elle épouse Georges de Poděbrady âgé de 21 ans qui est 
capitaine dans l'armée du cercle de Bohême depuis 1440. Ils ont six enfants:
- Boček de Poděbrady (1442-1496) ;
- Victor de Poděbrady (1443-1500) ;
- Barbara de Poděbrady (1444/1447-1469) qui épousa Henri von Lipa puis Jean Albert Krzinecky von Ronov ;
- Henri Ier l'Ainé (1448-1498) ;
- Catherine (1449-1464) épouse de Matthias Ier de Hongrie, roi de Bohême et de Hongrie ;
- Sidonie de Bohême épouse d'Albert III de Saxe.

En 1444 Cunégonde fonde l'hôpital de Poděbrady qui porte son nom et qui fonctionne jusqu'au début du XXe siècle.
Elle est également à l'origine d'un établissement d'éducation pour la jeunesse d'une école destinée à la réinsertion des prisonniers. Elle meurt en 1449, le jour suivant son 24e anniversaire et quelques jours après avoir donné naissance à deux filles jumelles, elle est inhumée dans l'église paroissiale de l'« Exaltation de la Sainte-Croix » à Poděbrady.